# Åsafossen

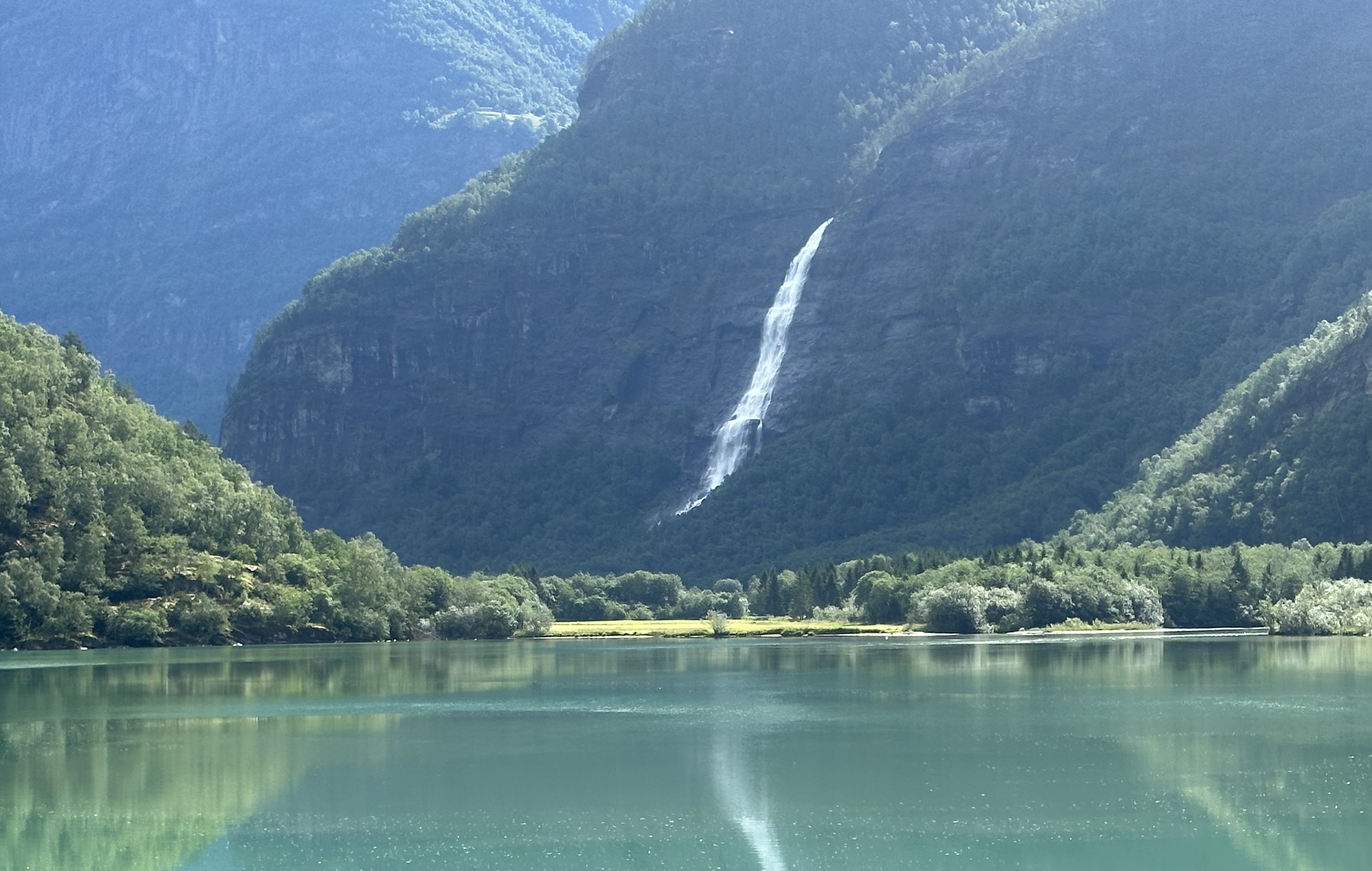
Åsafossen, Juli 2023

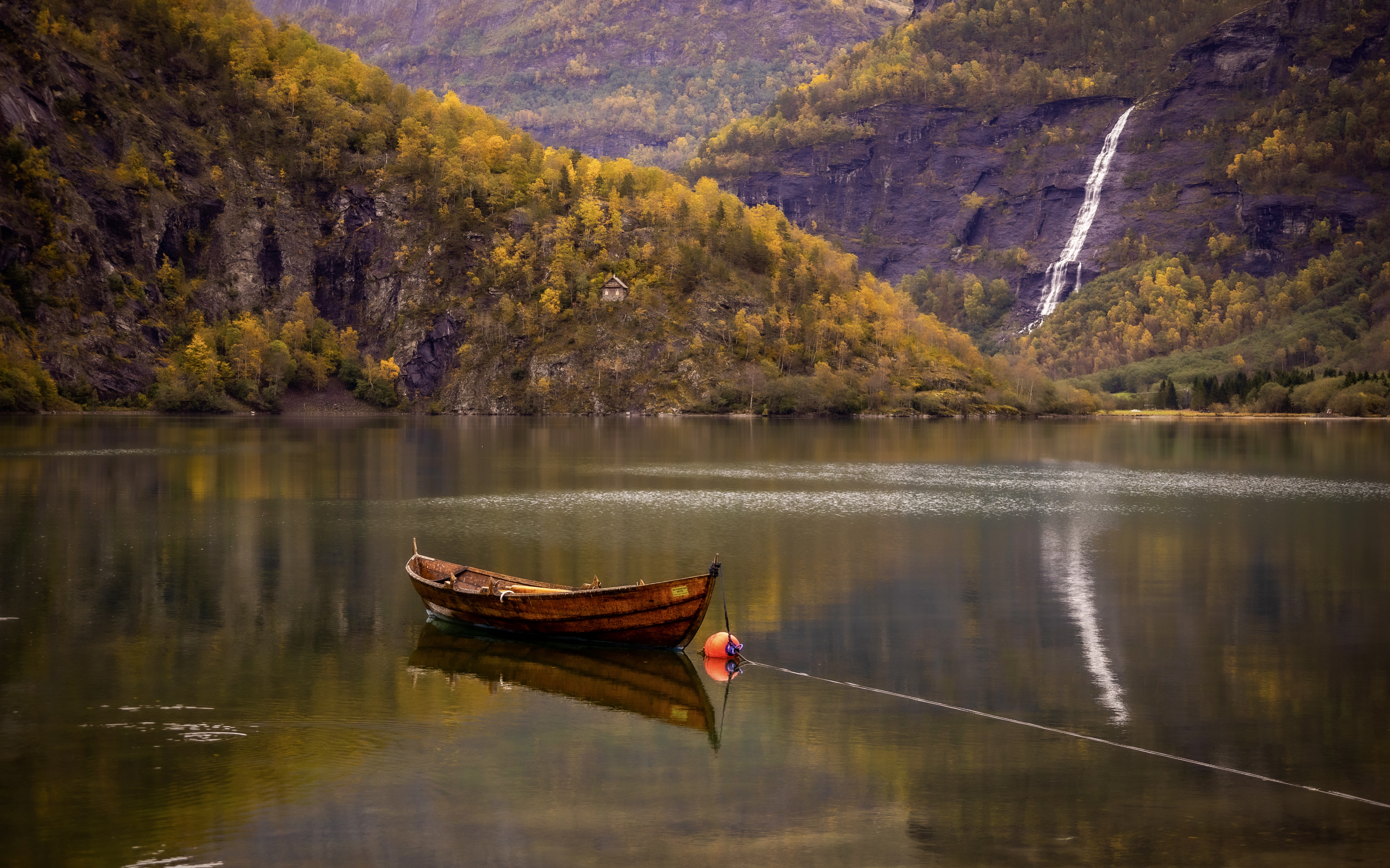
Blick über Eidsvatnet auf Wittgensteins wiederaufgebautes Haus Østerrike und Åsafossen (rechts), 2022

Der Åsafossen ist ein Wasserfall in der norwegischen Gemeinde Luster in der Provinz Vestland.
Er befindet sich etwa drei Kilometer östlich von Skjolden sowie zwei Kilometer südwestlich von Fortun und wird vom Gebirgsbach Åselvi gebildet. Der Åsafossen stürzt über geschätzte 180 Meter vom Vassbakken herab und mündet kurz nach dem Sturz in den Fortunselvi.
Etwas weiter östlich befindet sich ein weiterer Wasserfall. Nahe am Fuß des Falls verläuft die Reichsstraße 55, der Sognefjellsveien, und liegt ein Campingplatz. Zum Wasserfall selbst führt ein von nepalesischen Sherpas gebauter Weg.
Nordwestlich des Wasserfalls liegt, am Ufer des Eidsvatnet, Østerrike, das vom Philosophen Ludwig Wittgenstein errichtete Haus. Auf Bildern des von Wittgenstein geschaffenen abgelegenen Idylls ist häufig auch der Åsafossen zu sehen.